# Stylidium cornuatum
Stylidium cornuatum är en tvåhjärtbladig växtart som beskrevs av Wege. Stylidium cornuatum ingår i släktet Stylidium och familjen Stylidiaceae. Inga underarter finns listade i Catalogue of Life.